# Sepak takraw

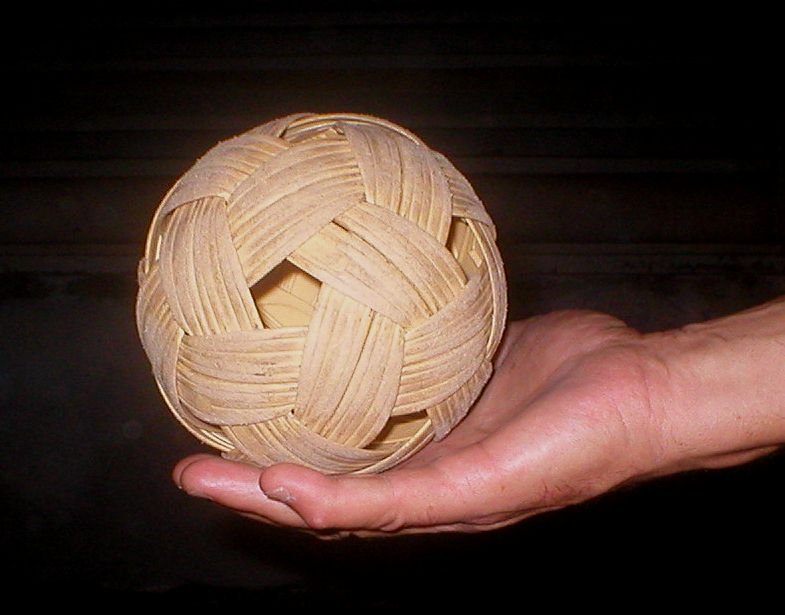
La balle utilisée (modèle en plastique)

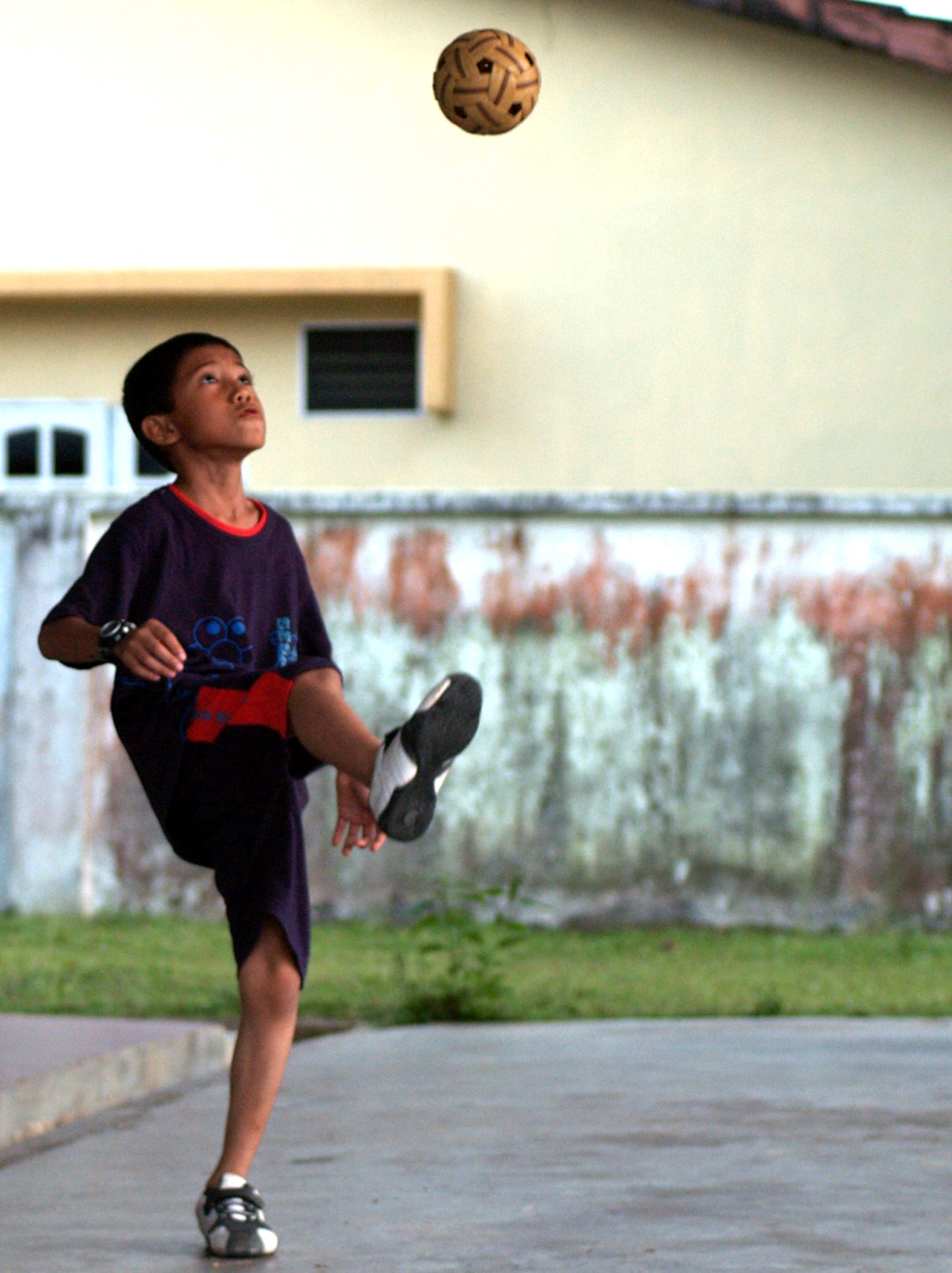
Enfant jouant au sepak takraw

Le sepak takraw (thaï : เซปักตะกร้อ ; API : [seːpàk tàkrɔ̂ː]) (du malais-indonésien sepak, qui signifie « donner un coup de pied », et du thaï takraw, « balle ») est un sport d'équipe, proche du volley-ball, qui se pratique essentiellement dans les pays d'Asie du Sud-Est où il est très populaire, notamment en Indonésie, en Malaisie, au Cambodge, au Laos et en Thaïlande. Dans ce dernier pays, il est considéré comme sport national à l'égal de la boxe muay-thaï.
Il est souvent désigné par le seul terme takraw lorsqu'il s'agit plutôt d'un divertissement. Au Laos, il est plus connu sous le nom de kataw. Au Cambodge, il est appelé sey dâk (khmer : សីដក់) ou sey melong (khmer : សីមេលោង). En Europe, ce sport est joué en Allemagne, France et Suisse et il est parfois appelé kick volley-ball.

## Description
Ce sport se pratique avec une balle traditionnellement en rotin tressé (maintenant souvent en plastique) faisant environ 15 cm de diamètre et pesant 200 grammes, sur un terrain de 13,40 m sur 6,10 m, séparé en deux camps par un filet disposé à 1,55 m de hauteur. Par contre, aujourd'hui, plusieurs ligues ont été formées et des balles de différentes couleurs, grosseurs et poids existent.

Terrain de Sepak Takraw

Trois joueurs par équipe parcourent l'étendue de leur camp ou même évoluent à l'extérieur des limites pour rattraper une balle venant de leur équipe. Ils peuvent se faire trois passes entre eux ou à eux-mêmes, avant de renvoyer la balle dans le camp adverse par-dessus le filet. Pour cela, ils doivent utiliser principalement leurs pieds, mais aussi les genoux, les épaules ou la tête. Les mains et les bras ne peuvent par contre pas être utilisés pour renvoyer la balle.
L'équipe marque un point quand la balle touche le sol dans le camp adverse ou si les joueurs adverses envoient la balle hors du terrain.

## Règlement
Conditions de victoire
Un match, qui n'est pas limité dans le temps, se joue en deux manches, une manche étant remportée par une équipe lorsqu'elle atteint 21 points. En cas d'égalité, une troisième manche dénommée Tie-Break est disputée et remportée par l'équipe qui atteint les 21 points.
Équipe
Une équipe (appelée regu en malais) comporte trois joueurs : deux joueurs "de champ" appelés apit kiri ("pince gauche") et apit kanan ("pince droite"), et un joueur de centre faisant aussi office de serveur dénommé tekong. En cours de partie un seul remplacement de joueur est autorisé.
Fautes
- Si le tekong ne garde pas un pied dans le cercle de service ou que son pied touche la ligne du cercle.
- Si le service est effectué alors que les ailiers ne sont pas dans leur quart de cercle ou qu'ils marchent sur la ligne de leur quart de cercle.
- Si au service, les autres joueurs se trouvent en dehors des limites du terrain.
- Si pendant le jeu, un joueur touche le filet ou les poteaux avec son corps ou ses vêtements.
- Si un joueur touche la balle avec sa main ou son bras.
- Si un joueur porte la balle.
- Si la balle glisse sur le corps d'un joueur.
- Si une équipe effectue plus de 3 touches de balle.
- Si un joueur passe son pied au-dessus du filet afin de contrer un adversaire.
- Si un joueur touche la balle dans le camp adverse.
- Si la balle touche le plafond ou le mur.

## Compétiteurs célèbres
- Sun Xiaodan
- Wang Xiaohua
- Zhou Ronghong
- Muhammad Hardiansyah Muliang
- Syahir Rosdi
- Azman Nasruddin
- Kyu Kyu Thin
- Zaw Zaw Aung
- Nur Hisham Adam (en)
- Nitinadda Kaewkamsai
- Pornchai Kaokaew (en)
- Suebsak Pansueb
- Sittipong Khamchan
- Tidawan Daosakul
- Anuwat Chaichana
- Nguyễn Thị Bích Thủy
- Nguyễn Thị Thúy Vinh
- Nguyễn Hải Thảo

## Dans la culture populaire
Dans les tomes 5 et 6 de la série Captain Tsubasa - World Youth (réalisée par le mangaka Yōichi Takahashi), le sepak takraw est expliqué : lors du premier tour des éliminatoires de la Coupe du monde de football des moins de 20 ans, la Thaïlande est l'adversaire le plus important du Japon, avec dans ses rangs les frères Konsawat (Chana, Sakun, Faran). Ils utilisent des techniques de sepak takraw (le sport national de la Thaïlande) comme le "sepak takraw shoot", le "rolling spike aérien", le "scissors spike" ou le "taping spike" pour réaliser un football offensif et font une promesse à leur père, un grand champion de sepak takraw ("ils arrêtent le football s'ils perdent pour revenir au sepak takraw."). De plus, le défenseur thaï Bunnaku les surnomme les "frères sepak takraw".
Dans la série d'animation et le manga Nichijō, il est fait mention du sepak takraw par la mère de Mio (une des trois personnages principales) via une note laissée à son attention à son réveil.